# Alice Stone Blackwell
Alice Stone Blackwell (ur. 14 września 1857 w East Orange, zm. 15 marca 1950 w Cambridge) – amerykańska feministka, emancypantka, dziennikarka.

## Życiorys
Blackwell urodziła się w East Orange jako córka Henry’ego Browne’a Blackwella i Lucy Stone, którzy byli liderami prawa wyborczego i pomogli stworzyć American Woman Suffrage Association (AWSA). Była także siostrzenicą Elizabeth Blackwell, pierwszej amerykańskiej kobiety-lekarki. Blackwell kształciła się w Harris Grammar School w Dorchester, Chauncy School w Bostonie i Abbot Academy w Andover. W 1881 roku ukończyła studia na Uniwersytecie Bostońskim. Po ukończeniu studiów rozpoczęła pracę w Woman’s Journal, gazecie założonej przez jej rodziców. Z pismem była związana przez 35 lat, W 1884 roku jej nazwisko znalazło się w nagłówku gazety obok nazwisk jej rodziców. Po śmierci matki w 1893 roku została redaktorem naczelnym gazety. Pod koniec życia Blackwell straciła wzrok. Zmarła 15 marca 1950 roku i została pochowana na cmentarzu w Forest Hills.

## Feministka
W 1890 roku przyczyniła się do zjednoczenia American Woman Suffrage Association i National Woman Suffrage Association, dwóch konkurujących ze sobą organizacji walczących o prawa wyborcze kobiet, które po połączeniu utworzyły National American Woman Suffrage Association (NAWSA). W latach 1890–1908 Alice Stone Blackwell była protokolantką NAWSA. Działała również w Woman's Christian Temperance Union oraz w Society of Friends of Russian Freedom w Bostonie. Była także prezesem New England i Massachusetts Woman Suffrage oraz honorowym prezydentem Massachusetts League of Women Voters.

## Działalność na rzecz Ormian
W 1893 roku poznała ormiańskiego studenta Ohannesa Chatschumiana, dzięki któremu dowiedziała się o trudnej sytuacji Ormian w Imperium Osmańskim. Wspólnie podjęli prace nad tłumaczeniem wierszy ormiańskich. Blackwell początkowo publikowała je w czasopismach. W 1897 i ponownie w 1917 ukazały się one w formie książkowej. Po masakrze w Sassoun w 1894 powstało stowarzyszenie Friends of Armenia. Udało jej się uzyskać wsparcie wpływowych Amerykanek, między innymi Julii Ward Howe. Sama sprzedała cenne orientalne dywany, aby przekazać zdobyte w ten sposób pieniądze na pomoc dla Ormian. Pomagała także Ormianom, którzy przybyli do USA w 1894 roku. 30 maja 1904 roku podczas uroczystego obiadu zorganizowanego przez Ormian w Stanach Zjednoczonych z okazji dziesiątej rocznicy działalności Blackwell, otrzymała w prezencie portret z jej wizerunkiem autorstwa K. Ekserjiana.

## Twórczość
- Growing Up in Boston’s Gilded Age: The Journal of Alice Stone Blackwell, 1872–1874 w opracowaniu Marlene Merrill (1990)[8]
- Lucy Stone: Pioneer of Woman’s Rights (1930)[9]
- Some Spanish-American Poets tłumaczenie Alice Stone Blackwell[10]
- Armenian Poems tłumaczenie Alice Stone Blackwell[11]
- Songs of Russia (1906)[11]
- Songs of grief and gladness, and „Deborah” tłumaczenie Alice Stone Blackwell (1917)[12]

## Odznaczenia
W 1945 roku otrzymała honorowy doktorat uniwersytetu w Bostonie.

## Upamiętnienie
W 2016 roku w Schlesinger Library w Bostonie została zorganizowana wystawa Women of the Blackwell Family: Resilience and Change. Pokazano na niej historię nie tylko Alice, ale jej matki, babki i ciotek.